# 在ニュージーランド日本国大使館
在ニュージーランド日本国大使館（英語: Embassy of Japan in New Zealand）は、ニュージーランドの首都ウェリントンにある日本の大使館。2024年2月より、大澤誠が特命全権大使を務めている。
南緯43度線と南緯44度線の中間付近にある在クライストチャーチ領事事務所に次いで、世界で2番目に南に位置する日本の在外公館となっている。また、世界で最も南に位置する日本の大使館でもある。

## 沿革
- 1952年4月28日、サンフランシスコ平和条約の発効により日本国が独立、ニュージーランドも同条約締結国のうちの一国[3]
- 1953年、在ニュージーランド日本国公使館が開設される[4]
- 1958年、ウェリントンの公使館が在ニュージーランド日本国大使館に昇格する[4]
- 1991年、ウィリス通り（英語版）に高層ビルのマジェスティック・センター（英語版）が竣工[5]、後年ここに日本大使館が移転することになる
- 2011年3月25日、日本がクック諸島を国家として承認する[6]
- ウェリントンの大使館が在クック諸島日本国大使館（英語: Embassy of Japan in the Cook Islands）の兼轄を開始する[6]
- 2015年5月15日、日本がニウエを国家として承認する[7]
- 2015年8月、日本とニウエの間で外交関係が開設される[7]
- ウェリントンの大使館が在ニウエ日本国大使館（英語: Embassy of Japan in Niue）の兼轄を開始する[7]

## 住所

### 所在地
| 日本語 | 〒6011 ウェリントン市ウィリス通り100マジェスティック・センター18階 |
| 英語   | Level 18, The Majestic Centre, 100 Willis Street, Wellington 6011  |

### 私書箱
| 日本語 | 〒6141 ウェリントン市私書箱6340 |
| 英語   | P.O. Box 6340, Wellington 6141  |

## 管轄地域
在オークランド日本国総領事館の管轄地域を除くニュージーランド全域。